# Waylander II
Waylander II : Dans le royaume du loup (titre original : Waylander II : In the Realm of the Wolf), est un roman fantasy de David Gemmell paru en 1992 en anglais et en 2004 en français (traduction d’Alain Névant pour les éditions Bragelonne).
Cette deuxième aventure de Waylander appartient au Cycle Drenaï.
Ce tome révèle les liens entre Waylander, Ulric et Druss.

## Publication française
- Éditions Bragelonne, novembre 2004  (ISBN 978-2914370943)
- Éditions Milady, novembre 2010  (ISBN 978-2811204372)
- Éditions Bragelonne, juin 2013  (ISBN 978-2352946571) (collection Bragelonne 10e anniversaire)
- Éditions Milady, janvier 2015  (ISBN 978-2811213817)

## Résumé
Dans les monts de Skeln, Dakeyras l'homme des bois et sa courageuse fille Miriel vivent dans la solitude en pleine nature. Ils ne savent pas qu'un groupe de guerriers chasseurs de primes, sans pitié, rôde dans les montagnes. Des êtres impitoyables dont la torture et la mort sont comme nourriture et eau. Toujours prêts à tuer femmes, enfants, vieillards et surtout l'homme des bois pour dix mille pièces d'or. Ces combattants endurcis n'ont peur de personne... Ils devraient.
Car Miriel est peut-être jeune, mais elle maîtrise l'archerie, l'escrime et l'arbalestrie, grâce à l'enseignement du plus mortel assassin qui ait jamais vécu : son père, mieux connu sous le nom de... Waylander.

## Personnages[1]
- Famille de Waylander :

Waylander, de son vrai nom Dakeyras, dit le Voleur d’Âme, dit Crâne-de-Bœuf, dit Oeuil de glace, dit le Dragon d’Ombre, assassin retraité en deuil
Danyal, sa compagne morte à la suite d’une chute de cheval
Miriel et Krylla, leurs filles adoptives
Nualin, mari de Krylla
Sutures, ancien chien de combat adopté par Dakeyras
Caridris, dit Angel, dit Vieux-Dur-à-Tuer, comptable devenu gladiateur, ami de la famille
Ranis, vieux rétameur, ami de la famille
- Membres de la Guilde des Assassins :

Morak, maître assassin, sociopathe ventrian
Senta, bretteur d’exception, ancien gladiateur drenaï d’origine noble
Belash, guerrier nadir spécialiste du combat au couteau
Kreeg, assassin de Kasyra
Baris, Jonas, Seeric, Tharic et Wardal... membres de la bande de Morak
- Nadirs :

Kesa Khan, chaman de la tribu des Têtes-de-Loups
Anshi Chen, dit Vieux Renard, chef nadir de la tribu des Têtes-de-Loups
Tigre Blanc dans la Nuit, puissant guerrier de la tribu des Têtes-de-Loups en quête du meurtrier de son père
Shia, sœur de Tigre Blanc dans la Nuit
Enfant sourd-muet de la tribu des Têtes-de-Loups
Subaï et Bosraï, Orsa Khan (métisse), guerriers nadirs de la tribu des Têtes-de-Loups
Kusaï et Chulaï son cousin, guerriers nadirs de la tribu des Longues-Lances
- Gothirs :

Empereur, non nommé
Zhu Cao, 1er Sorcier de l’Empereur
Altharin, général gothir
Becca son serviteur
Powis, son aide de camp
Bernas, son chef éclaireur
Gallis, son second et son cousin
Jarvik champion à l’épée
Matze Chaï marchand chiatze et Luo son serviteur, garants des investissements de Waylander à Gulgothir
- Drenaïs :

Orien, ancien roi de Drenaï
Niallad, son fils, ancien roi de Drenaï assassiné par Waylander pour le compte de l’Empereur vagrian
Egel, ancien Lord Protecteur de la République Drenaï, premier Comte de Delnoch
Karnak N’A Qu’Un Œil, nouveau Lord Protecteur de la République Drenaï, héros de la bataille de Dros Purdol (où il perdit son œil)
Bodalen, son fils exilé pour viol et meurtre
Jonat, opposant à Karnak durant la guerre civile drenaï
Dan Gasten, chef d’État-Major de Karnak
Dan Asten, Maître Espion de Karnak
Gan Egan, officier de Dros Delnoch
- Les Trente, Confrérie Blanche :

Dardalion, fondateur des Trente
Ekodas, benjamin des Trente
Vishna, ancien noble gothir
Branic, Daris, Glendrin, Magnic, Merlon, Palista, Seres
- Les Chevaliers de Sang, Confrérie Noire :

Zhu Cao, puissant sorcier chiatze, refondateur des Chevaliers de Sang
Innincas, chef des Chevaliers de Sang
Casta le Gris, officier chevalier de sang
Chevalier Noir, officier chevalier de sang
Granuc et Zamon, soldats gothirs traîtres à leur pays
- Autres :

Hewla, puissante sorcière opposée à Zhu Cao
Johunda, jeune chasseur sathuli
Jitsan, chef éclaireur sathuli

## Citations
- « La plupart des gens se moquent de ce à quoi ils n'aspirent pas »
- « Les talents d'un homme sont relatifs à son environnement ou aux défis qui lui sont soumis »